# Маркиз де Вильярреаль
Маркиз де Вильярреаль — испанский дворянский титул. Он был создан 23 марта 1660 года королем Испании Филиппом IV для Марии Беатрис Менесес и Нороньи, 3-й герцогини де Каминья (1615—1668).
Титул маркиза де Вильярреаль происходит из Португалии. В 1591 году его получил Дон Педро Менесес и Норонья.
В настоящее время владельцем титула является Виктория Елизавета фон Гогенлоэ-Лангенбург и Шмидт-Полекс (род. 1997), 20-я герцогиня де Мединасели и 13-я маркиза де Вильярреаль.

## Маркизы де Вильярреаль
|                                                         | Титул                                                                                         | Период                                                  |
| Креация создана в 1660 году королем Испании Филиппом IV | Креация создана в 1660 году королем Испании Филиппом IV                                       | Креация создана в 1660 году королем Испании Филиппом IV |
| ------------------------------------------------------- | --------------------------------------------------------------------------------------------- | ------------------------------------------------------- |
| I                                                       | Мария Беатрис Менесес и Норонья (1615—1668)                                                   | 1660-1668                                               |
| II                                                      | Педро Дамиан Лугардо де Менесес Портокарреро (? — 1704)                                       | 1668-1704                                               |
| III                                                     | Луиса-Фелисиана де Портокарреро Менесес и Норонья (ок. 1640—1705)                             | 1704-1705                                               |
| IV                                                      | Гильен Рамон де Монкада, Портокарреро и Менесес (1671—1727)                                   | 1705-1727                                               |
| V                                                       | Мария Тереза де Монкада и Бенавидес (1707—1756)                                               | 1727-1756                                               |
| VI                                                      | Педро де Алькантара Фернандес де Кордова и Монкада (1730—1789)                                | 1756-1789                                               |
| VII                                                     | Луис-Томас Фернандес де Кордова (1749—1806)                                                   | 1789-1806                                               |
| VIII                                                    | Луис Хоакин Фернандес де Кордова (1780—1840)                                                  | 1806-1840                                               |
| IX                                                      | Луис Томас де Вильянуэва Фернандес де Кордова и Понсе де Леон (1813—1873)                     | 1840-1873                                               |
| X                                                       | Луис Мария де Константинопла Фернандес де Кордова де ла Серда и Перес де Баррадас (1851—1879) | 1873-1879                                               |
| XI                                                      | Луис Хесус Фернандес де Кордова и Салаберт (1880—1956)                                        | 1880-1956                                               |
| XII                                                     | Виктория Евгения Фернандес де Кордова и Фернандес де Энестроса (1917—2013)                    | 1959-2013                                               |
| XIII                                                    | Виктория Елизавета фон Гогенлоэ-Лангенбург и Шмидт-Полекс (род. 1997)                         | 2018 — настоящее время                                  |

## История маркизов де Вильярреаль
- Мария Беатрис Менесес и Норонья (1615—1668), 1-я маркиза де Вильярреаль, 9-я маркиза де Вильярреаль (Португалия), 3-я герцогиня де Каминья (Португалия). Дочь Луиса де Менесес и Нороньи, 3-го герцога де Вильреаль (1589—1641) и Хулианы де Менесес. Ей наследовал её старший сын от второго брака:

1. Супруг — Мигель де Менесес и Норонья Сильва и Коутиньо, 3-й герцог де Вильяреаль и 1-й герцог де Каминья (ок. 1565—1637)
2. Супруг — Педро Портокарреро и Арагон, 8-й граф де Медельин (? — 1679)

- Педро Дамиан Лугардо де Менесес Портокарреро (1640—1704), 2-й маркиз де Вильярреаль, 4-й герцог де Каминья.

1. Супруга — Тереза Мануэла де Арагон Фернандес де Кордова и Сандоваль (1646—1708). Ему наследовала его младшая сестра:

- Луиса-Фелисиана де Портокарреро Менесес и Норонья (ок. 1640—1705), 3-я маркиза де Вильярреаль, 5-я герцогиня де Каминья.

1. Супруг — Мигель Франсиско де Монкада и Сильва, 5-й маркиз де Айтона (1652—1674). Ей наследовал их старший сын:

- Гильен Рамон де Монкада, Портокарреро и Менесес (1671—1727), 4-й маркиз де Вильярреаль, 6-й герцог де Каминья.

1. Супруга — Анна Мария дель Милагро де Бенавидес и Арагон (1672—1720)
2. Супруга — Роза Мария де Кастро и Португаль (1691—1772). Ему наследовала его дочь от первого брака:

- Мария Тереза де Монкада и Бенавидес (1707—1756), 5-я маркиза де Вильярреаль, 7-я герцогиня де Каминья.

1. Супруг — Луис Антонио Фернандес де Кордова и Спинола, 11-й герцог де Мединасели (1704—1768). Ей наследовал их сын:

- Педро де Алькантара Фернандес де Кордова и Монкада (1730—1789), 6-й маркиз де Вильярреаль, 8-й герцог де Каминья, 12-й герцог де Сегорбе, 12-й герцог де Мединасели.

1. Супруга — Мария Франсиска Хавьера Гонзага и Караччиоло (1731—1757)
2. Супруга — Мария Петронила де Алькантара Пиментель и Сернесио, 8-я маркиза де Мальпика, 7-я маркиза де Мансера и 8-я маркиза де Повар (1746—1802). Ему наследовал его старший сын от первого брака:

- Луис Мария Фернандес де Кордова и Гонзага (1749—1806), 7-й маркиз де Вильярреаль, 9-й герцог де Каминья, 13-й герцог де Сегорбе, 13-й герцог де Мединасели.

1. Супруга — Хоакина Мария де Бенавидес и Пачеко, 3-я герцогиня де Сантистебан-дель-Пуэрто (1746—1805). Ему наследовал их старший сын:

- Луис Хоакин Фернандес де Кордова и Бенавидес (1780—1840), 8-й маркиз де Вильярреаль, 10-й герцог де Каминья, 14-й герцог де Сегорбе, 14-й герцог де Мединасели.

1. Супруга — Мария де ла Консепсьон Понсе де Леон и Карвахаль (1783—1856). Ему наследовал их старший сын:

- Луис Томас де Вильянуэва Фернандес де Кордова и Понсе де Леон (1813—1873), 9-й маркиз де Вильярреаль, 11-й герцог де Каминья, 15-й герцог де Сегорбе, 15-й герцог де Мединасели.

1. Супруга — Анхела Аполония Перес де Баррадас и Бернуй, 1-я герцогиня де Дения и Тарифа (1827—1903). Ему наследовал их старший сын:

- Луис Мария де Константинопла Фернандес де Кордова и Перес де Баррадас (20 марта 1851 — 14 мая 1879), 10-й маркиз де Вильярреаль, 12-й герцог де Каминья, 16-й герцог де Сегорбе, 16-й герцог де Мединасели.

1. Супруга — Мария Луиса Фитц-Джеймс Стюарт и Портокарреро, 12-я герцогиня де Монторо (1853—1876)
2. Супруга — Касильда Ремигия де Салаберт и Артеага, 9-я маркиза де ла Торресилья (1858—1936). Ему наследовал его единственный сын от второго брака:

- Луис Хесус Фернандес де Кордова и Салаберт (16 января 1880 — 13 июля 1956), 11-й маркиз де Вильярреаль, 13-й герцог де Каминья, 17-й герцог де Сегорбе, 17-й герцог де Мединасели.

1. Супруга — Анна Мария Фернандес де Энестроса и Гайосо де лос Кобос (1879—1938)
2. Супруга — Мария Консепсьон Рей и Пабло-Бланко (? — 1971). Ему наследовал его старшая дочь от первого брака:

- Виктория Евгения Фернандес де Кордова и Фернандес де Энестроса (16 апреля 1917 — 18 августа 2013), 12-я маркиза де Вильярреаль, 14-я герцогиня де Каминья, 18-я герцогиня де Сегорбе и 18-я герцогиня де Мединасели.

1. Супруг — Рафаэль де Медина и Вилальонга (1905—1992)

- Виктория Елизавета де Гогенлоэ-Лангенбург и Шмидт-Полекс (род. 17 марта 1997), 13-я маркиза де Вильярреаль, 15-я герцогиня де Каминья, 20-я герцогиня де Мединасели, дочь принца Марко Гогенлоэ-Лангенбурга, 19-го герцога де Мединасели (1962—2016), и Сандры Шмидт-Полекс (род. 1968), внучка принца Макса фон Гогенлоэ-Лангенбурга (1931—1994), и Анны Луизы де Медина и Фернандес де Кордовы, 13-й маркизы де Наваэрмоса и 9-й графини де Офалия (1940—2012), единственной дочери Виктории Евгении Фернандес де Кордовы, 18-й герцогини де Мединасели (1917—2013).